# Alamis umbrinata
Alamis umbrinata är en fjärilsart som beskrevs av Embrik Strand 1917. Alamis umbrinata ingår i släktet Alamis och familjen nattflyn. Inga underarter finns listade i Catalogue of Life.